# Dystrykt Miejski Obszaru Zachodniego
Dystrykt Miejski Obszaru Zachodniego (ang. Western Area Urban District) – dystrykt w Sierra Leone. Stolicą jest Freetown, które jest także stolicą całego kraju. W 2004 roku w tejże jednostce administracyjnej mieszkało 787 tys. ludzi – najwięcej w całym kraju. 
Liczba ludności dystryktu w poszczególnych latach:
- 1963 – 127 917
- 1974 – 276 247
- 1985 – 469 776
- 2004 – 786 900